# Cornel von Wyl
Cornel von Wyl (* 27. Juli 1997) ist ein Schweizer Unihockeyspieler, welcher beim Nationalliga-A-Verein Ad Astra Sarnen unter Vertrag steht.

## Karriere
Von Wyl debütierte, nachdem er die Nachwuchsabteilung von Ad Astra Sarnen durchlief, während der Saison 2013/14 für die erste Mannschaft der Obwaldner.